# Porsche Panamera
A Porsche Panamera a Porsche autógyár felsőkategóriás frontmotoros autója. A Panamera megjelölés (akárcsak a Carrera), a Carrera Panamericanából ered, mely egy mexikói hosszútávú autóverseny volt. A modell belső vállalati megnevezése Porsche 970.
A Panamerát először 2009-ben a sanghaji autókiállításon mutatták be. 2009 szeptemberétől volt megvásárolható a modell Európában, Dél-Amerikában és Ázsiában; októbertől Észak-Amerikában és Ausztráliában. 2010 tavaszában pedig Kínában is megjelent.

## Gyártása, jellemzői

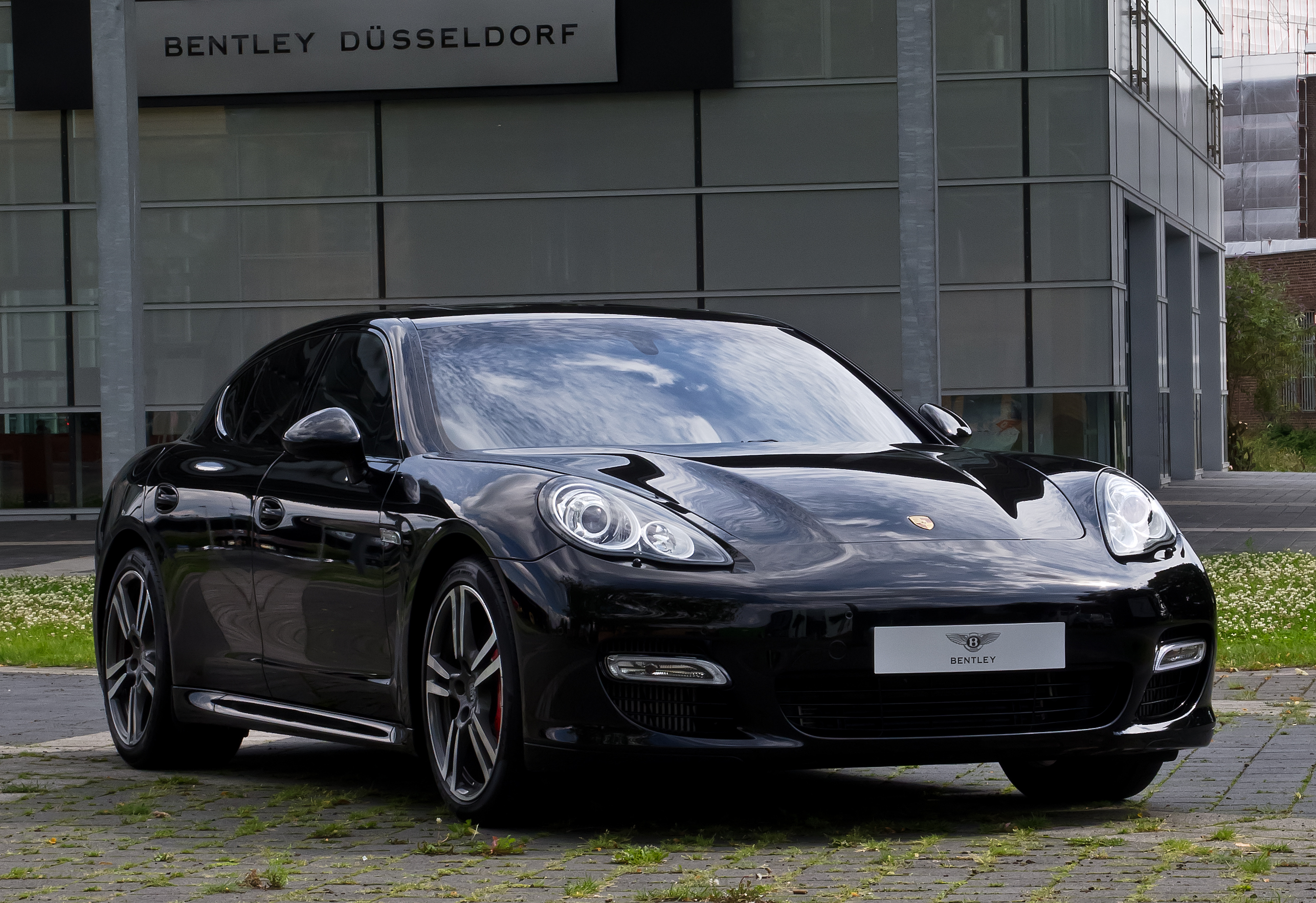
Panamera Turbo

A Panamerát a BMW 7-es sorozat, az Audi A8 és a Mercedes-Benz S osztály nagyobb teljesítményű és drágább alternatívájaként forgalmazták. De a típus például a Maserati Quattroporte és az Aston Martin Rapide vetélytársának is számít.
A Porsche a gyártás során bevonta a Volkswagent: naponta kb. 80 karosszériát gyártottak és festettek le Hannoverben, majd ezeket Lipcsében, a Porsche gyárában szerelték össze. A tervek szerint az első évben 20 000 példányt kellett volna értékesíteni. A Porsche számításai szerint a termeléssel kb. 1200 új munkahelyet hozott létre.
Súlycsökkentés céljából a motorháztető, az ajtók, az elülső sárvédők és a csomagtérajtó alumíniumból készült. A Porsche Cayenne V8-as szívó- és a turbómotorjait használták fel a Panameránál, majd később jött a V6-os benzinmotor és a hibridmeghajtás. A közvetlen befecskendezéses motorok teljesítménye 220 405 kW között van. 2011 márciusában a genfi autókiállításon mutatták be a Panamera S Hybrid modellt, mely egy 70 kilogrammos nikkel-metál-hidrid akkumulátorral rendelkezik, amely a csomagtartó alatt található. Az autó összteljesítménye 279 kW (380 LE), ebből 34 kW (47 LE) az elektromotorból származik.
2011 közepén jelent meg a Panamera dízelmotoros verziója. Az erőforrása, amely szinte azonos az Audi A8 3.0 TDI quattro motorjával, 184 kW (250 LE) teljesítményt képes leadni. 2012 közepére a cég a modell modernizálását jelentette be, amihez az Audi új biturbó motorját (313 LE) is felhasználnák.

## Egyéb
A csomagtartó térfogata 445 liter, de ez a hátsó ülések lecsukásával 1250 literre növelhető.
A modell sorozatgyártása 2009 áprilisában kezdődött, és az első tíz hónapban 20 600 gépjárműt értékesítettek.

## Modellek

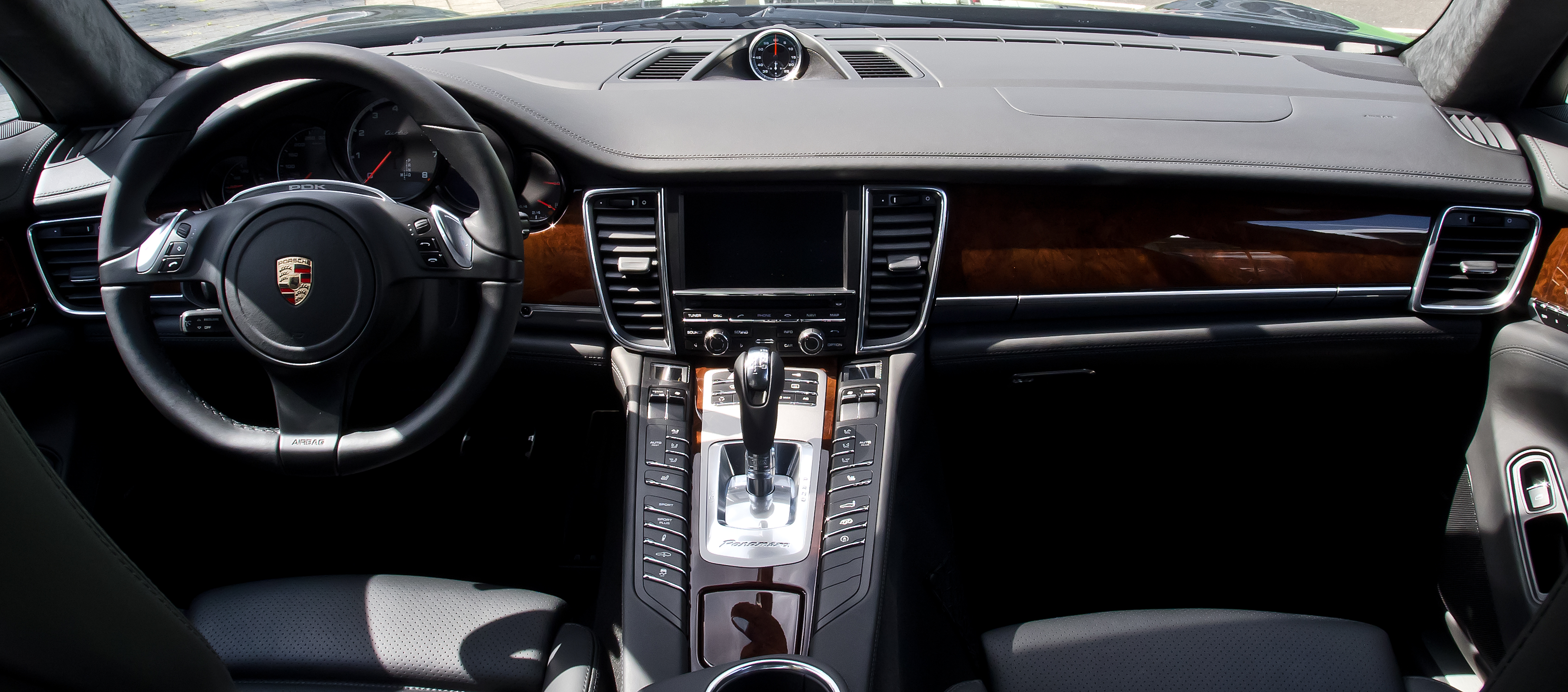
A Panamera belseje

- Panamera
- Panamera Diesel
- Panamera 4
- Panamea S
- Panamera 4S
- Panamera S Hybrid
- Panamera GTS
- Panamera Turbo
- Panamera Turbo S

## Fordítás
- Ez a szócikk részben vagy egészben  a   Porsche Panamera című német Wikipédia-szócikk ezen változatának fordításán alapul.  Az eredeti cikk szerkesztőit annak laptörténete sorolja fel. Ez a jelzés csupán a megfogalmazás eredetét és a szerzői jogokat jelzi, nem szolgál a cikkben szereplő információk forrásmegjelöléseként.
- Ez a szócikk részben vagy egészben  a   Porsche Panamera című angol Wikipédia-szócikk ezen változatának fordításán alapul.  Az eredeti cikk szerkesztőit annak laptörténete sorolja fel. Ez a jelzés csupán a megfogalmazás eredetét és a szerzői jogokat jelzi, nem szolgál a cikkben szereplő információk forrásmegjelöléseként.

## Külső hivatkozások
- A Porsche hivatalos honlapja Archiválva 2012. október 28-i dátummal a Wayback Machine-ben
- Adatok, képek és videók a Panameráról (németül)